# Agrypnus elstoni
Agrypnus elstoni is een keversoort uit de familie kniptorren (Elateridae). De wetenschappelijke naam van de soort is voor het eerst geldig gepubliceerd in 1956 door Neboiss.